# Polyura (djur)
Polyura är ett släkte av fjärilar. Polyura ingår i familjen praktfjärilar.

## Bildgalleri

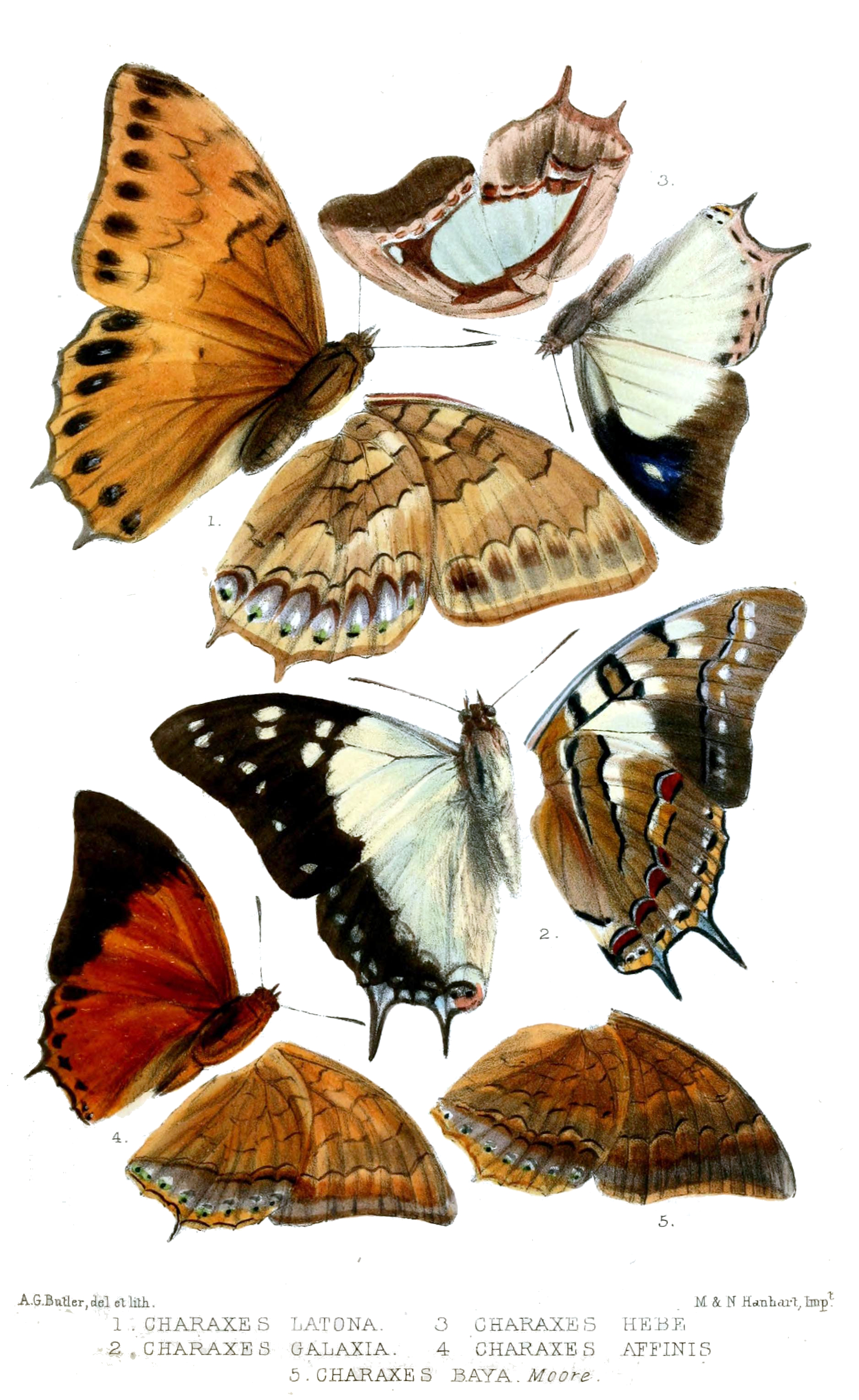
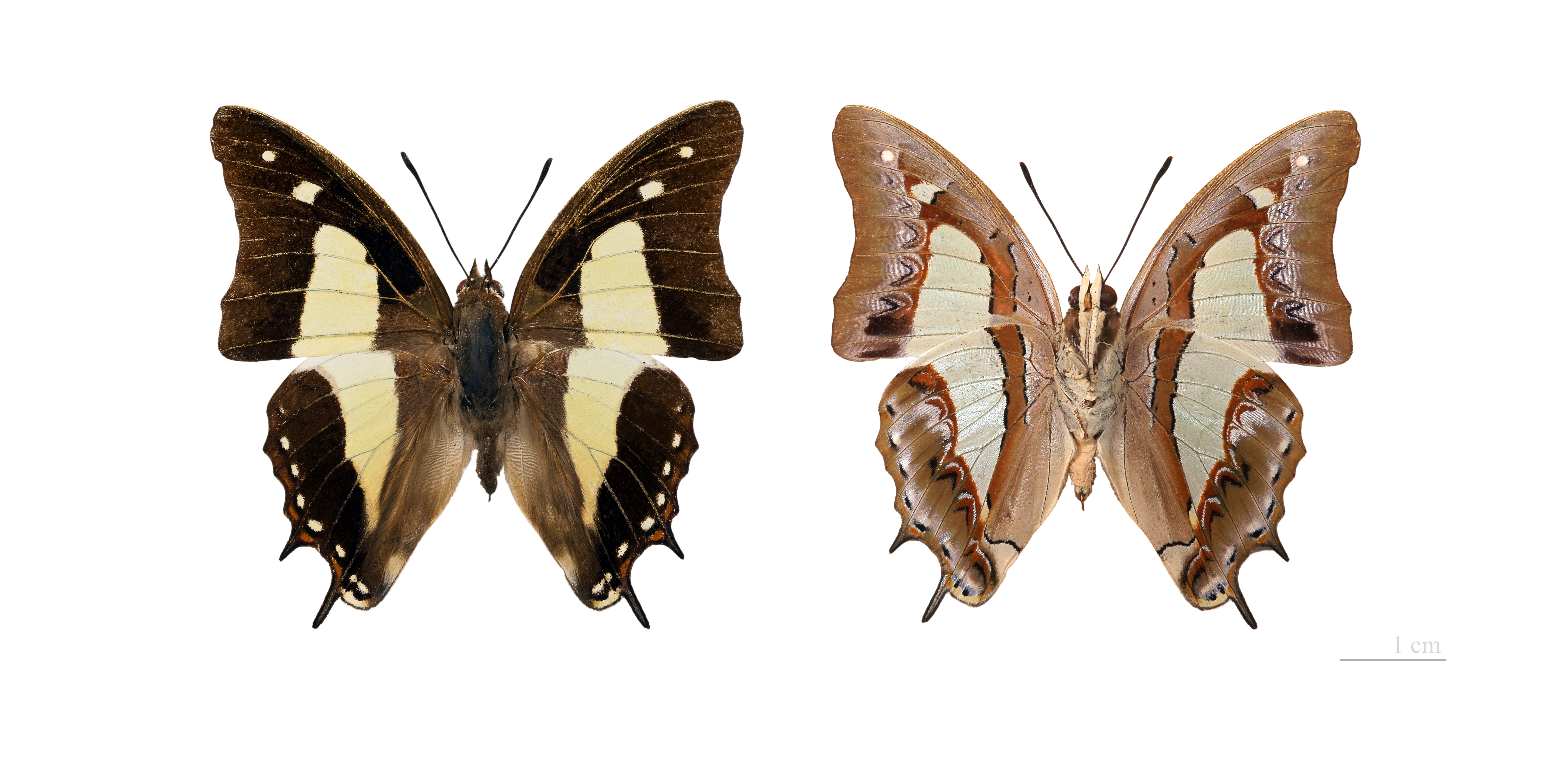
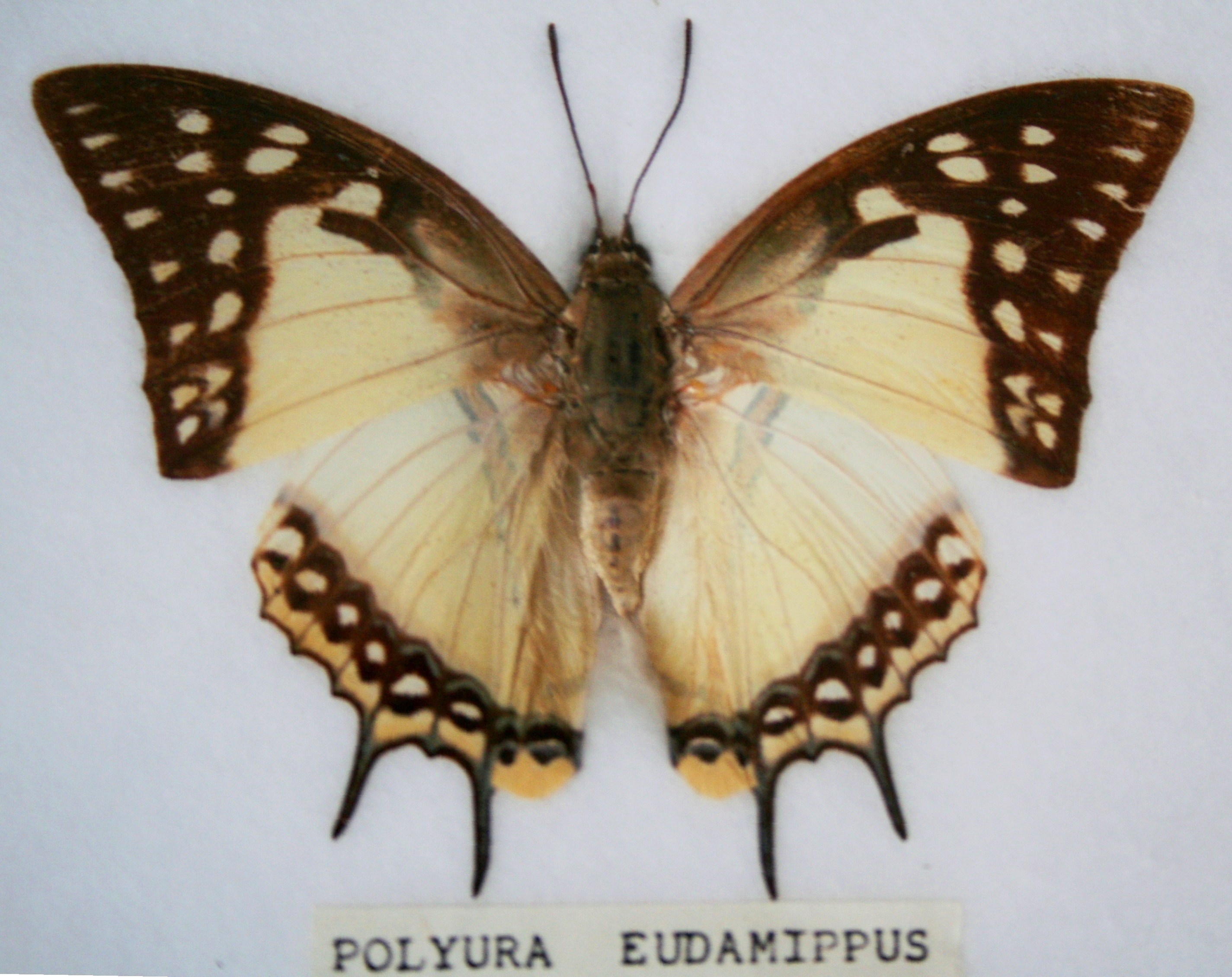
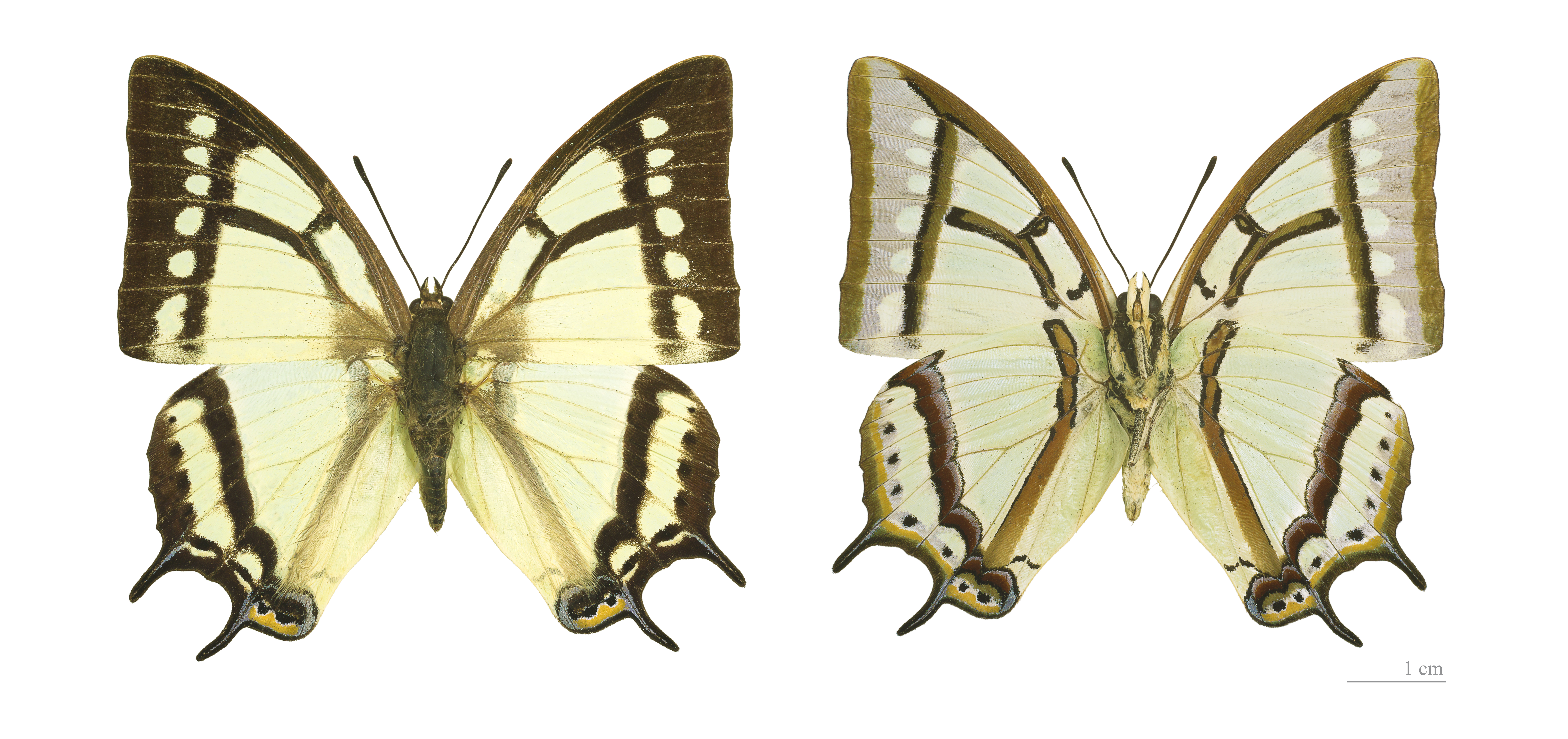
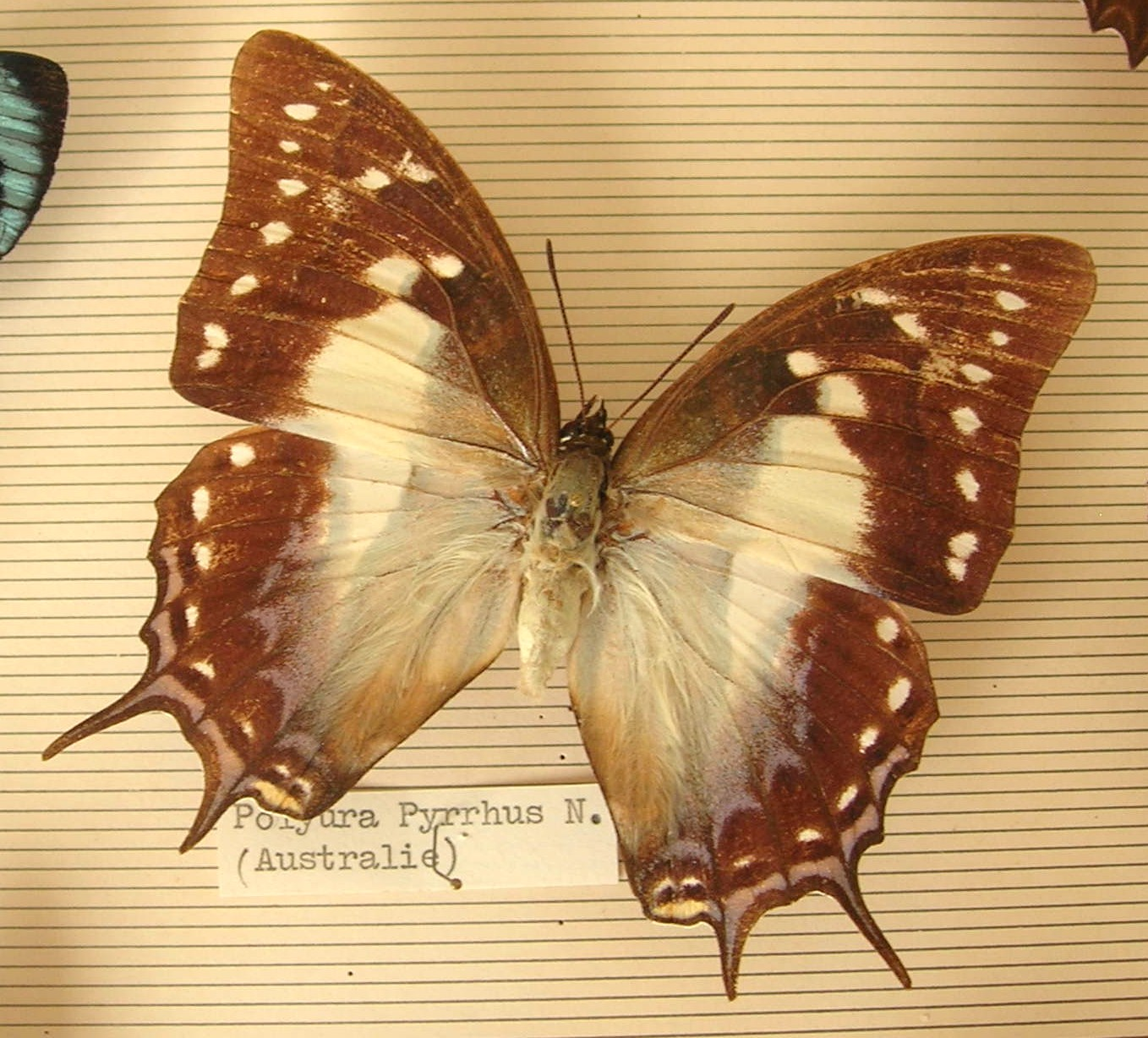
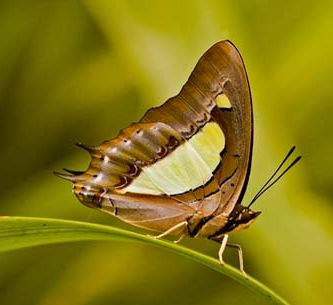

## Dottertaxa tillPolyura, i alfabetisk ordning[1]
- Polyura aborica
- Polyura abrupta
- Polyura acuminata
- Polyura acutus
- Polyura admiralitatis
- Polyura aemiliani
- Polyura aeolus
- Polyura agrarius
- Polyura albanus
- Polyura aloranus
- Polyura alphius
- Polyura andamanicus
- Polyura andrewsi
- Polyura antigonus
- Polyura aristophanes
- Polyura arja
- Polyura arna
- Polyura arnoldi
- Polyura assamensis
- Polyura athamas
- Polyura athamis
- Polyura attalus
- Polyura attila
- Polyura australis
- Polyura babbericus
- Polyura bandanus
- Polyura batavianus
- Polyura baweanicus
- Polyura bharata
- Polyura buruanus
- Polyura buruensis
- Polyura canomaculatus
- Polyura caphontis
- Polyura carolus
- Polyura celetis
- Polyura centralis
- Polyura chalazias
- Polyura charata
- Polyura chersonesus
- Polyura chlorus
- Polyura chota
- Polyura clavata
- Polyura clitarchus
- Polyura clitiphon
- Polyura cognatus
- Polyura concha
- Polyura cupidinius
- Polyura cygnus
- Polyura dehaanii
- Polyura delphinion
- Polyura delphis
- Polyura dexippus
- Polyura dolon
- Polyura editha
- Polyura entheatus
- Polyura ephebus
- Polyura epigenes
- Polyura eudamippus
- Polyura falculus
- Polyura faliscus
- Polyura fallacides
- Polyura fallax
- Polyura formosana
- Polyura formosanus
- Polyura fruhstorferi
- Polyura fugator
- Polyura galaxia
- Polyura gamma
- Polyura genymedes
- Polyura gilolensis
- Polyura glauca
- Polyura grandis
- Polyura hamasta
- Polyura hamastiformis
- Polyura hebe
- Polyura heracles
- Polyura intermedia
- Polyura jalysus
- Polyura jamblichus
- Polyura javanus
- Polyura jovis
- Polyura jupiter
- Polyura juta
- Polyura kaba
- Polyura kadenii
- Polyura kailicus
- Polyura kalaonicus
- Polyura kangeanus
- Polyura kannegieteri
- Polyura keianus
- Polyura kiangsiensis
- Polyura kronos
- Polyura kuangtungensis
- Polyura lemoulti
- Polyura lettianus
- Polyura lissainei
- Polyura lombokianus
- Polyura luzonicus
- Polyura madeus
- Polyura magniplagus
- Polyura major
- Polyura malayicus
- Polyura mandarinus
- Polyura marginalis
- Polyura marginepunctatus
- Polyura meghaduta
- Polyura menaius
- Polyura menedemus
- Polyura monochromus
- Polyura moori
- Polyura narcaeus
- Polyura nepenthes
- Polyura niasicus
- Polyura niger
- Polyura nigra
- Polyura nigrobasalis
- Polyura nikias
- Polyura niveus
- Polyura noko
- Polyura obiensis
- Polyura oitylus
- Polyura othonis
- Polyura palawanicus
- Polyura pallida
- Polyura peninsularis
- Polyura phrixus
- Polyura piepersianus
- Polyura plautus
- Polyura posidonius
- Polyura praedictus
- Polyura pyrrhulus
- Polyura pyrrhus
- Polyura pyrrichia
- Polyura quaesita
- Polyura rectifascia
- Polyura richthofeni
- Polyura roeberi
- Polyura romanus
- Polyura rothschildi
- Polyura sacco
- Polyura saida
- Polyura samatha
- Polyura sandakanus
- Polyura satyrina
- Polyura schreiberi
- Polyura scipio
- Polyura seitzi
- Polyura sempronius
- Polyura sinica
- Polyura smerdis
- Polyura splendens
- Polyura stratiocus
- Polyura sulthan
- Polyura sumatrana
- Polyura sumbaensis
- Polyura thawgawa
- Polyura thibetanus
- Polyura tiberius
- Polyura tisamenus
- Polyura triphonius
- Polyura tyrtaeus
- Polyura uraeus
- Polyura valesius
- Polyura walshae
- Polyura wardii
- Polyura watubela
- Polyura weismanni
- Polyura vernus
- Polyura whiteheadi